# Masaaki Yuasa
Masaaki Yuasa (湯浅 政明, Yuasa Masaaki) é um diretor de anime tanto para a televisão quanto cinema, roteirista, e animador conhecido pelo seu estilo de animação com traços livre. Sua data de nascimento se dá em 16 de março de 1965 na cidade de Fukuoka, Japão. Seu projeto mais recente, Inu-Oh, foi lançado em 22 de maio de 2022. Em junho de 2014, Yuasa anunciou que ele junto de seu parceiro Eunyoung Choi, haviam fundado um estúdio de animação chamadou Science Saru.

## Influências
Para uma apresentação em fevereiro de 2009, na véspera do festival de animação Image par image em Val-d'Oise, França, para o qual ele também desenhou o pôster, Yuasa selecionou e comentou alguns exemplos de trabalhos animados que o inspiraram, como a abertura e encerramento de Tiger Mask e A Senhora Pimentinha respectivamente.

## Projetos

### Diretor
- Kick-Heart (2013) – diretor (Utilizou "Kickstarter" como uma ferramenta de financiamento coletivo para poder financiar o anime.[3]
- Kimi to, Nami ni Noretara (2019) – diretor[4]
- Inu-Oh (2021) – director[5]
- Super Shiro (TBA) – diretor[6]
- Eizouken ni wa Te o Dasu na! (2020) – diretor[7]